# 켄 왈
켄 왈(Ken Wahl, 1954년 10월 3일 ~ )은 미국의 배우이다.

## 참여 작품
- 솔져 (1982년 영화)
- 테이킹 베버리힐즈